# Дарко М. Ковачевић
Дарко Ковачевић (Ужице, (18. мај 1980) је српски поморски археолог и менаџер културног наслеђа. 
Његов рад интегрише истраживање подводног културног наслеђа у Средоземљу и Јадрану, културну политику и имерзивне технологије.   Његова каријера укључује учешће у међународним истраживачким пројектима, изградњу институционалних капацитета, развој истраживачких јединица, посебно на Малти и у Црној Гори.  

## Рани живот и образовање
Ковачевић је рођен у Ужицу, Србија. Као тинејџер, допринео је независној културној сцени кроз публикације фанзина и рад на Радио Пожеги и Радио Индексу. Био је параглајдинг пилот и радио-аматер. Дипломирао је и магистрирао историју на Универзитету у Новом Саду. Магистрирао је поморску археологију и подводно културно наслеђе у Центру за поморску археологију и подводно културно наслеђе на Универзитету у Александрији, Египат, фокусирајући се на касну антику и рани средњи век Блиског истока и Северне Африке. Такође поседује специјализацију из  Геоматике и специјализовану обуку из ГИС, фотограметрије, даљинске детекције и подводне роботике. Сертификовани је инструктор роњења и технички ронилац.

## Каријера

### Рана каријера
Ковачевић је започео каријеру као туристички водич и инструктор роњења у Грчкој, Сирији, Јордану и Египту. Његово образовање из историје и роњење заинтересовали су га за подводну археологију на острву Тасос, у Грчкој.

### Међународни пројекти
Ковачевић је учествовао у међународним истраживачким пројектима у Турској, Египту, Либану, Грчкој, Израелу, Хрватској и на Малти. У Египту је био члан Хеленског института за античке и средњовековне александријске студије, доприносећи подводним археолошким истраживањима дуж обале Александрије. Током магистарских студија на Универзитету у Александрији, развио је истраживачки пројекат уз подршку Фондације Honor Frost. Спровео је истраживања широм Источног Медитерана, укључујући Турску, Либан, Израел и Египат. Његов рад се фокусирао на транзицију са хришћанства на ислам и њен утицај на пловидбу, изградњу бродова и лучке системе између 6. и 12. века.
У Грчкој је учествовао у ископавању микенског бродолома код острва Моди, Порос, са Хеленским институтом за поморску археологију (IENAE). Такође је радио на подводном прегледу Фоурни са Институтом за поморску археологију Корсеаи, документујући бројне бродоломе. Учествовао је у ископавању бродолома Гналић из 16. века са Универзитетом у Задру. Ковачевић је био укључен у Пројекат подводног истраживања острва Делос, који су спровели Француска археолошка школа и Универзитет у Бирмингему. У Либану је Ковачевић радио као теренски подводни археолог и био је одговоран за безбедност ронилачких операција на пројекту Енфе, који је водио Универзитет Баламанд, водио је дневну дигиталну фотограметријску документацију ископавања и надзирао ронилачке активности. 
Као део пројекта Ново лице Ћеле-куле, у Србији, Ковачевић је допринео својим знањем о дигиталној документацији. Његова улога се фокусирала на 3D скенирање и фотограметријско снимање лобања, креиранје дигиталне основе за реконструкцију лица и очуванје овог споменика.
Ковачевић је био гостујући предавач на Универзитету Eкс Марсеј у Француској, Акдениз Универзитету у Турској.  Поморској школи кадета „Алмиранте Падила“ у Колумбији, доприносећи истраживачком пројекту „Ка срцу Сан Хосе (галеон)“. Одржао је модул под називом „Археологија дубоких вода“, фокусирајући се на примену аутономних подводних возила (АУВ) и даљински управљаних возила (РОВ) у проучавању подводног културног наслеђа.

### Јединица за подводно културно наслеђе Heritage Malta
На Малти, Ковачевић је радио као сарадник у истраживању на Универзитету на Малти, доприносећи пројектима подводне археологије, укључујући развој ГИС базе података и анализе материјала након ископавања. Био је укључен у пројекте као што је проналазак људских остатака на локалитету авионског удеса Liberator B-24 и ископавање феничанског бродолома у Xlendi, Gozo. Такође је радио као гостујући предавач. Касније је преузео улогу стручног сарадника и извршног поморског археолога у Heritage Malta, где је водио операционализацију новоосноване Јединице за подводно културно наслеђе. Његове одговорности су укључивале развој јединице, имплементацију концепта подводног музеја Малте, спровођење истраживања даљинске детекције помоћу АУВ-а и учешће у развоју стратегија за документацију подводних локација и јавну приступачност.

### Међународни тим за потрагу и спасавање
Као виши водећи поморски археолог у ISRT Missing Persons, Ковачевић доприноси међународним мисијама потраге и спасавања кроз своју стручност у истраживању даљинске детекције, форензичкој документацији и археолошким истраживанјима.

## Црна Гора и Јадрански регион
У Црној Гори, Дарко Ковачевић је допринео институционалном развоју подводне археологије и дигитализацији културног наслеђа, кроз пројекте који су подржали изградњу националних капацитета за истраживање, заштиту и промоцију културне баштине.

#### Кандидатура Будва Бока 2028 за Европску престоницу културе
Ковачевић је био члан тима Будва - Бока 2028 Европска престоница културе, задужен за развој ЕУ пројеката и академску сарадњу. Његова улога се фокусирала на ублажавање ризика усклађивањем концепата пројеката са екстерним механизмима финансирања ЕУ. Као члан тима, учествовао је на завршном селекционом састанку са панелом независних културних стручњака ЕУ у Генералној дирекцији за образовање и културу Европске комисије.

### Пројекат WRECKS4ALL
Ковачевић је развио и координирао пројекат WRECKS4ALL са тимом Универзитета Црне Горе.  WRECKS4ALL је била прекогранична иницијатива коју је ко-финансирала ЕУ, а која се фокусирала на дигиталну конзервацију, заштиту и одрживу промоцију подводног културног наслеђа у јадранском региону. Финансиран кроз IPA CBC програм Хрватска – Босна и Херцеговина – Црна Гора, пројекат је користио 3Д дигитализацију, фотограметрију, виртуелну и проширену стварност, како би подводна археолошка налазишта била доступна широј публици. Ковачевић је водио активности као што су мапирање интересних страна, анализа институционалних и кадровских капацитета, дигитализација олупина и кампање за ангажовање јавности. Такође је саветовао политику о побољшању заштите и валоризације подводног културног наслеђа Црне Горе.  Капитализујући концепт овог пројекта, пројекат WRECKS4ALL 2.0 је покренут у оквиру IPA Програма Јужни Јадран, проширујући његов обим и преносећи знање и искуство на нове територије у Италији и Албанији. Ковачевић је водио имплементацију, фокусирајући се на трансфер знања, обуку регионалних интересних страна и креирање нових прекограничних акционих планова везаних за подводно наслеђе.   

### Лабораторија за археологију поморства
Као резултат пројекта WRECKS4ALL, Ковачевић је основао Лабораторију за археологију поморства, што је означило прву фазу у развоју археологије као научне дисциплине на Универзитету Црне Горе. То је прва истраживачка јединица за подводну археологију у академском сектору. Лабораторија функционише као платформа за интердисциплинарна истраживања, саветовање и изградњу капацитета у области подводног културног наслеђа.  Под вођством Ковачевића, Лабораторија је покренула национални пројекат „Подводни културни предели Црне Горе“, који је креирао свеобухватан дигитални инвентар подводног културног наслеђа Црне Горе  и пружио смернице владиним институцијама о његовој правној заштити и одрживом коришћењу.   Мисија Лабораторије је усклађена са Конвенцијом UNESCO-a из 2001. године и има за циљ да подржи истраживање и одговорно управљање подводним наслеђем. Као истраживачки старт-ап Универзитета Црне Горе, Лабораторија је дигитализовала подводно културно наслеђе Црне Горе, доприносећи његовом очувању. Рад лабораторије подржан је чланством у UNESCO UNITWIN мрежи за подводну археологију.

### Центар за археологију
Након оснивања Лабораторије за поморску археологију, Ковачевић је допринео оснивању Центра за археологију на Институту за интердисциплинарне и мултидисциплинарне студије Универзитета Црне Горе. Центар је проширио свој опсег деловања изван поморске археологије и укључује низ археолошких поддисциплина. Његова мисија је да подржи развој археолошке истраживачке структуре, инфраструктуре и олакша раст тима. Центар доминантно користи модерне технологије, укључујући вештачку интелигенцију, даљинску детекцију, проширену стварност, ГИС и роботику. Центар, као чвориште археолошких дисциплина, замишљен је да еволуира у Институт за археологију Универзитета Црне Горе, са одрживим истраживачким тимом.

## Награде и признања
- Developing the Discipline Award, Honor Frost Foundation (2014)[11]